# Portland Buckaroos (1928–1941)
Die Portland Buckaroos waren ein US-amerikanisches Eishockeyfranchise der Pacific Coast Hockey League aus Portland, Oregon.  

## Geschichte
Das Franchise der Portland Buckaroos nahm 1928 den Spielbetrieb in der neu gegründeten Pacific Coast Hockey League auf. Als diese nach drei Jahren vorübergehend aufgelöst wurde, wechselte die Mannschaft in die North West Hockey League, in der sie ebenfalls drei Jahre lang spielte. Als die PCHL 1936 ihren Spielbetrieb wieder aufnahm, kehrten die Buckaroos in die Liga zurück. In den Jahren 1937 und 1939 konnten sie jeweils den Meistertitel der PCHL gewinnen. Als die Liga 1941 zum zweiten Mal vorübergehend aufgelöst wurde, stellten die Buckaroos den Spielbetrieb ein.
Von 1960 bis 1976 spielte ein gleichnamiges Team in der Stadt.

## Bekannte Spieler
- Andy Aitkenhead
- Jack Arbour